# 日本ランキングサーキット大会
日本ランキングサーキット大会（にほんランキングサーキットたいかい）は、日本バドミントン協会が主催するバドミントンの全国大会。日本ランキングのランキングポイント加算対象の大会である。

## 概要
1999年に第1回大会が開催された。2000年と2001年は年2回開催されていた。
競技種目は、男女シングルス・ダブルスで、2011年から混合ダブルスが種目に加わった。
日本ランキング上位32名（組）によるトーナメント戦で行われる。上位選手が未出場の場合、出場資格は下位選手に順次繰り下がる。
1回戦の敗者は順位決定戦を行う（敗者同士で対戦し勝者を17位、敗者を25位とする）。

## 歴代優勝選手
| 年     | 回 | 開催地     | 男子シングルス            | 女子シングルス                | 男子ダブルス                                         | 女子ダブルス                                  | 混合ダブルス                                                   |
| ------ | -- | ---------- | ------------------------- | ----------------------------- | ---------------------------------------------------- | --------------------------------------------- | -------------------------------------------------------------- |
| 1999   | 1  | 横浜市     | 舛田圭太 （日体大）       | 米倉加奈子 （茨城トヨペット） | 片山卓哉・久保田雄三 （NTT東日本）                   | 中山智香子・増茂孝枝 （三洋電機）             | なし                                                           |
| 2000   | 2  | 高岡市     | 大束真也 （日体大）       | 山本静香 （三協アルミ）       | 林貴昭・西山勝也 （西陵高教・長崎東高）              | 山本静香・山田靑子 （三協アルミ）             | なし                                                           |
| 2000   | 3  | 横浜市     | 大束真也 （日体大）       | 米倉加奈子 （茨城トヨペット） | 片山卓哉・久保田雄三 （NTT東日本）                   | 中山智香子・安城美華 （三洋電機）             | なし                                                           |
| 2001   | 4  | 横浜市     | 霜上和宏 （YKK九州）      | 森かおり （三洋電機）         | 舛田圭太・大束忠司 （日体大）                        | 中山智香子・安城美華 （三洋電機）             | なし                                                           |
| 2001   | 5  | 上尾市     | 山田英孝 （日本ユニシス） | 米倉加奈子 （茨城トヨペット） | 片山卓哉・久保田雄三 （NTT東日本）                   | 中山智香子・安城美華 （三洋電機）             | なし                                                           |
| 2002   | 6  | 久喜市     | 舛田圭太 （トナミ運輸）   | 田中美保 （三洋電機）         | 舛田圭太・大束忠司 （トナミ運輸）                    | 中山智香子・吉冨桂子 （三洋電機・NEC九州）    | なし                                                           |
| 2003   | 7  | 大阪市     | 山田英孝 （日本ユニシス） | 田中美保 （三洋電機）         | 仲尾修一・坂本修一 （日本ユニシス）                  | 松田友美・赤尾亜希 （ヨネックス）             | なし                                                           |
| 2004   | 8  | 横須賀市   | 佐藤翔治 （MMGアローズ）  | 廣瀬栄理子 （三洋電機）       | 舛田圭太・大束忠司 （トナミ運輸）                    | 末綱聡子・前田美順 （NEC九州）                | なし                                                           |
| 2005   | 9  | 金沢市     | 佐々木翔 （北都銀行）     | 廣瀬栄理子 （三洋電機）       | 舛田圭太・大束忠司 （トナミ運輸）                    | 末綱聡子・前田美順 （NEC九州）                | なし                                                           |
| 2006   | 10 | 金沢市     | 佐々木翔 （北都銀行）     | 平山優 （早稲田大）           | 坂本修一・池田信太郎 （日本ユニシス）                | 脇坂郁・多谷郁恵 （三洋電機）                 | なし                                                           |
| 2007   | 11 | 藤沢市     | 佐々木翔 （北都銀行）     | 平山優 （早稲田大）           | 舛田圭太・大束忠司 （トナミ運輸）                    | 脇坂郁・多谷郁恵 （三洋電機）                 | なし                                                           |
| 2008   | 12 | 幸手市     | 佐々木翔 （北都銀行）     | 後藤愛 （NTT東日本）          | 数野健太・早川賢一 （日本ユニシス・日本大）          | 今別府靖代・松尾静香 （ヨネックス・三洋電機） | なし                                                           |
| 2009   | 13 | さいたま市 | 佐々木翔 （北都銀行）     | 今別府香里 （三洋電機）       | 平田典靖・橋本博且 （トナミ運輸）                    | 松尾静香・内藤真実 （三洋電機）               | なし                                                           |
| 2010   | 14 | さいたま市 | 武下利一 （敬和学園大）   | 今別府香里 （三洋電機）       | 佐藤翔治・川前直樹 （NTT東日本）                     | 末綱聡子・前田美順 （ルネサスSKY）            | なし                                                           |
| 2011   | 15 | さいたま市 | 武下利一 （敬和学園大）   | 三谷美菜津 （NTT東日本）      | 園田啓悟・嘉村健士 （トナミ運輸・早稲田大）          | 三木佑里子・米元小春 （パナソニック）         | 垰畑亮太・浅原さゆり （日本ユニシス）                          |
| 2012   | 16 | さいたま市 | 竹村純 （JR北海道）       | 奥原希望 （大宮東高）         | 園田啓悟・嘉村健士 （トナミ運輸・早稲田大）          | 福万尚子・與猶くるみ （パナソニック）         | 鈴木大裕・小森美希 （東北マークス・北都銀行）                  |
| 2013   | 17 | さいたま市 | 竹村純 （JR北海道）       | 楠瀬由佳 （北都銀行）         | 山田和司・数野健太 （日本ユニシス）                  | 宮内唯・久後あすみ （ルネサス）               | 井上拓斗・髙橋礼華 （日本ユニシス）                            |
| 2014   | 18 | さいたま市 | 古財和輝 （龍谷大職）     | 大堀彩 （富岡高）             | 山田和司・数野健太 （日本ユニシス）                  | 樽野恵・新玉美郷 （NTT東日本）                | 垰畑亮太・栗原文音 （日本ユニシス）                            |
| 2015   | 19 | さいたま市 | 坂井一将 （日本ユニシス） | 佐藤冴香 （ヨネックス）       | 保木卓朗・小林優吾 （トナミ運輸）                    | 米元小春・田中志穂 （北都銀行）               | 渡辺勇大・東野有紗 （富岡高・日本ユニシス）                    |
| 2016   | 20 | さいたま市 | 五十嵐優 （中央大）       | 峰歩美 （再春館製薬所）       | 渡辺勇大・三橋健也 （日本ユニシス・日本大）          | 櫻本絢子・高畑祐紀子 （ヨネックス）           | 渡辺勇大・東野有紗 （日本ユニシス）                            |
| 2017   | 21 | さいたま市 | 桃田賢斗 （NTT東日本）    | 仁平菜月 （トナミ運輸）       | 古賀輝・齋藤太一 （NTT東日本）                       | 永原和可那・松本麻佑 （北都銀行）             | 金子祐樹・中西貴映 （日本ユニシス・早稲田大学）                |
| 2018   | 22 | さいたま市 | 武下利一（トナミ運輸）    | 三谷美菜津（NTT東日本）       | 古賀輝・齋藤太一（NTT東日本）                        | 栗原文音・篠谷菜留（日本ユニシス）            | 保木卓朗・永原和可那（トナミ運輸・北都銀行）                   |
| 2019   | 23 | さいたま市 | 五十嵐優（日本ユニシス）  | 髙橋明日香（ヨネックス）      | 井上拓斗・金子祐樹（日本ユニシス）                   | 星千智・松田蒼（日本ユニシス）                | 浦井唯行・宮浦玲奈（丸杉・ヨネックス）                         |
| 2021   | 24 | さいたま市 | 古賀穂（NTT東日本）       | 佐藤冴香（ヨネックス）        | 竹内義憲・松居圭一郎（日立情報通信エンジニアリング） | 星千智・松田蒼（日本ユニシス）                | 山下恭平・篠谷菜留（NTT東日本）                                |
| 2022年 | 25 | さいたま市 | 奈良岡功大（IMG）         | 大堀彩（トナミ運輸）          | 園田啓悟・金子真大（トナミ運輸）                     | 大竹望月・髙橋美優（BIPROGY）                 | 緑川大輝・齋藤夏（早稲田大学・ACT SAIKYO）                     |
| 2023   | 26 | さいたま市 | 古賀穂（NTT東日本）       | 栗原あかり（筑波大学）        | 金子真大・大田隼也（トナミ運輸）                     | 川添麻依子・小西春七（丸杉）                  | 下農走・重田美空（トナミ運輸・ACT SAIKYO）                     |
| 2024   | 27 | さいたま市 | 田中湧士（NTT東日本）     | 髙橋明日香（ヨネックス）      | 山下恭平・緑川大輝（NTT東日本）                      | 大竹望月・髙橋美優（BIPROGY）                 | 霜上雄一・保原彩夏（日立情報通信エンジニアリング・ヨネックス） |
| 2025   | 28 | さいたま市 | 大林拓真（トナミ運輸）    | 水津愛美（ACT SAIKYO）        | 小川航汰・永渕雄大（ジェイテクト）                   | 山北奈緒・鈴木陽向（NTT東日本）               | 西大輝・佐藤灯（BIPROGY・ACT SAIKYO）                          |